# Turbinicarpus schmiedickeanus
Turbinicarpus schmiedickeanus är en kaktusväxtart som först beskrevs av Boed., och fick sitt nu gällande namn av Werner Rauh och Curt Backeberg. Turbinicarpus schmiedickeanus ingår i släktet Turbinicarpus och familjen kaktusväxter.

## Underarter
Arten delas in i följande underarter:
- T. s. andersonii
- T. s. bonatzii
- T. s. dickisoniae
- T. s. flaviflorus
- T. s. gracilis
- T. s. jauernigii
- T. s. klinkerianus
- T. s. macrochele
- T. s. rioverdensis
- T. s. rubriflorus
- T. s. schmiedickeanus
- T. s. schwarzii

## Bildgalleri

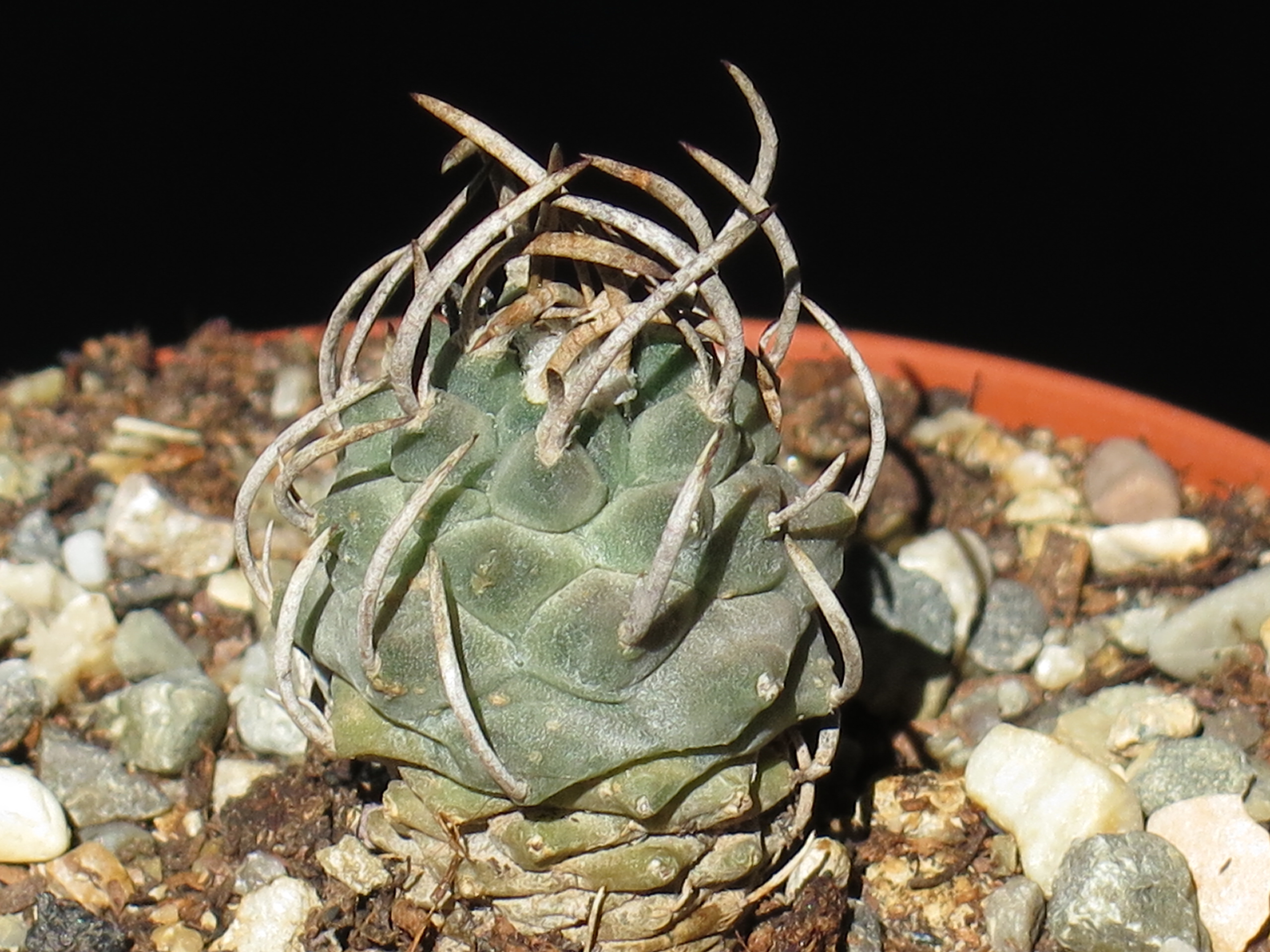
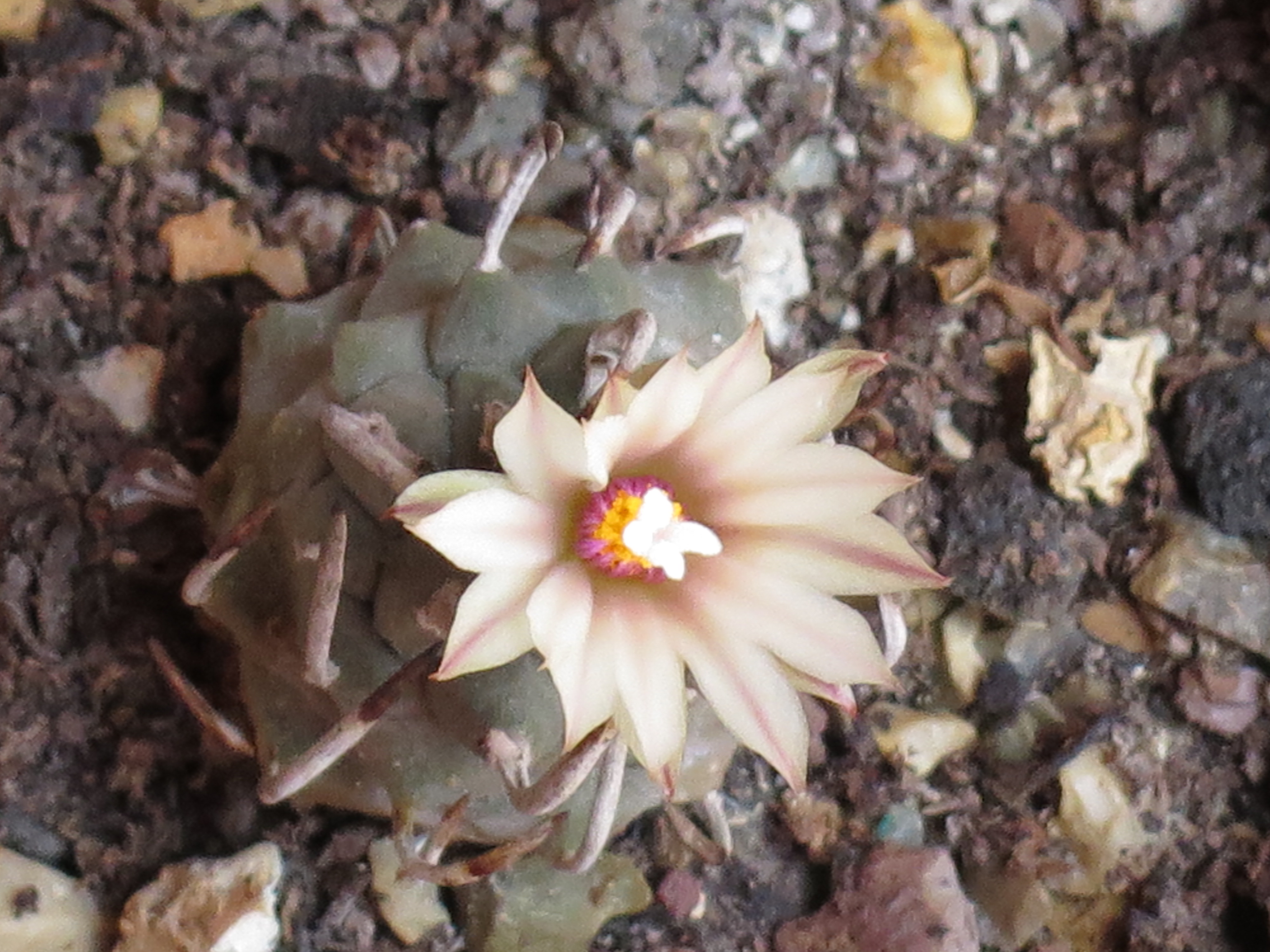